# Red Patent Leather
Red Patent Leather – album koncertowy zespołu New York Dolls nagrany 2 marca 1975 w klubie "Little Hippodrome" (Nowy Jork). Wydany w 1984 roku przez wytwórnię Fan Club Records.

## Lista utworów
1. "Red Patent Leather" (David Johansen/Sylvain Sylvain) – 3:37
2. "On Fire" (David Johansen/Sylvain Sylvain) – 3:29
3. "Something Else" (Eddie Cochran/Sharon Sheeley) – 2:29
4. "Daddy Rolling Stone" (Otis Blackwell) – 3:35
5. "Ain't Got No Home"/"Dizzy Miss Lizzy" (Clarence Henry/Larry Williams) – 3:57
6. "Girls Girls Girl" (David Johansen/Sylvain Sylvain) – 3:45
7. "Down, Down Downtown" (David Johansen/Johnny Thunders) – 4:15
8. "Pirate Love" (Johnny Thunders) – 4:12
9. "Pills" (Bo Diddley) – 3:13
10. "Teenage News" (Sylvain Sylvain) – 3:49
11. "Personality Crisis"/"Looking for a Kiss" (David Johansen/Johnny Thunders) – 5:41
12. "Stranded in the Jungle" (James Johnson/Ernestine Smith) – 3:48
13. "Trash" (David Johansen/Sylvain Sylvain) – 3:42
14. "Chatterbox" (Johnny Thunders) – 2:38
15. "Puss 'N Boots" (David Johansen/Sylvain Sylvain) – 3:22

## Skład
- David Johansen – wokal
- Johnny Thunders – gitara
- Sylvain Sylvain – gitara, pianino
- Arthur Kane – gitara basowa
- Peter Jordan – gitara basowa
- Jerry Nolan – perkusja